# Паској (Белуно)
Паској (итал. Pascoi) је насеље у Италији у округу Белуно, региону Венето.
Према процени из 2011. у насељу је живело 17 становника. Насеље се налази на надморској висини од 337 м.